# Elaphoglossum proximum
Elaphoglossum proximum är en träjonväxtart som först beskrevs av Joseph Édouard Bommer och fick sitt nu gällande namn av Hermann Christ. Elaphoglossum proximum ingår i släktet Elaphoglossum och familjen Dryopteridaceae. Inga underarter finns listade.